# Бисултанов, Адлан Делимбекович
Адла́н Делимбе́кович Бисулта́нов (род. 15 августа 1989, Аргун, Чечено-Ингушская АССР) — российский чеченский самбист и дзюдоист, призёр чемпионатов России по самбо, абсолютный чемпион России по самбо (2012), чемпион Европы по самбо (2012 год), бронзовый призёр чемпионатов России (2011) и Европы (2014) по дзюдо, победитель и призёр международных турниров, мастер спорта России по самбо и дзюдо.
Занимается борьбой с 12 лет. Является младшим братом олимпийского чемпиона Хасана Бисултанова.

## Спортивные результаты

### Самбо
- Чемпионат России по самбо 2012 года — ;
- Абсолютный чемпионат России по самбо 2012 — ;

### Дзюдо
| Год  | Состязание                                 | Город           | Место |
| ---- | ------------------------------------------ | --------------- | ----- |
| 2014 | Чемпионат Европы                           | Монпелье        | 3     |
| 2014 | Большой Шлем                               | Париж           | 3     |
| 2013 | Гран-При Циндао                            | Китай           | 3     |
| 2013 | Чемпионат Европы                           | Будапешт        | 7     |
| 2013 | Гран-При Самсун                            | Турция          | 1     |
| 2012 | Чемпионат России                           | Кемерово        | 7     |
| 2011 | Первенство Европы среди молодежи до 23 лет | Тюмень          | 1     |
| 2011 | Этап Кубка Мира                            | Алма-Ата        | 5     |
| 2011 | Чемпионат России                           | Казань          | 3     |
| 2011 | Этап Кубка Европы                          | Целе (Словения) | 1     |
| 2011 | Этап Кубка Европы                          | Оренбург        | 1     |
| 2010 | Мемориал Хусейна Исаева                    | Грозный         | 1     |
| 2010 | Этап Кубка Европы                          | Стамбул         | 3     |
| 2010 | Этап Кубка Европы                          | Оренбург        | 2     |
| 2010 | Первенство России среди молодежи до 23 лет | Ульяновск       | 3     |
| 2009 | Мемориал Хусейна Исаева                    | Грозный         | 3     |
| 2009 | Мемориал Хусейна Исаева                    | Грозный         | 1     |